# Leptostylopsis atromaculatus
Leptostylopsis atromaculatus là một loài bọ cánh cứng trong họ Cerambycidae.